# Меморіал в пам'ять про загиблих воїнів УПА у лісі Старківка

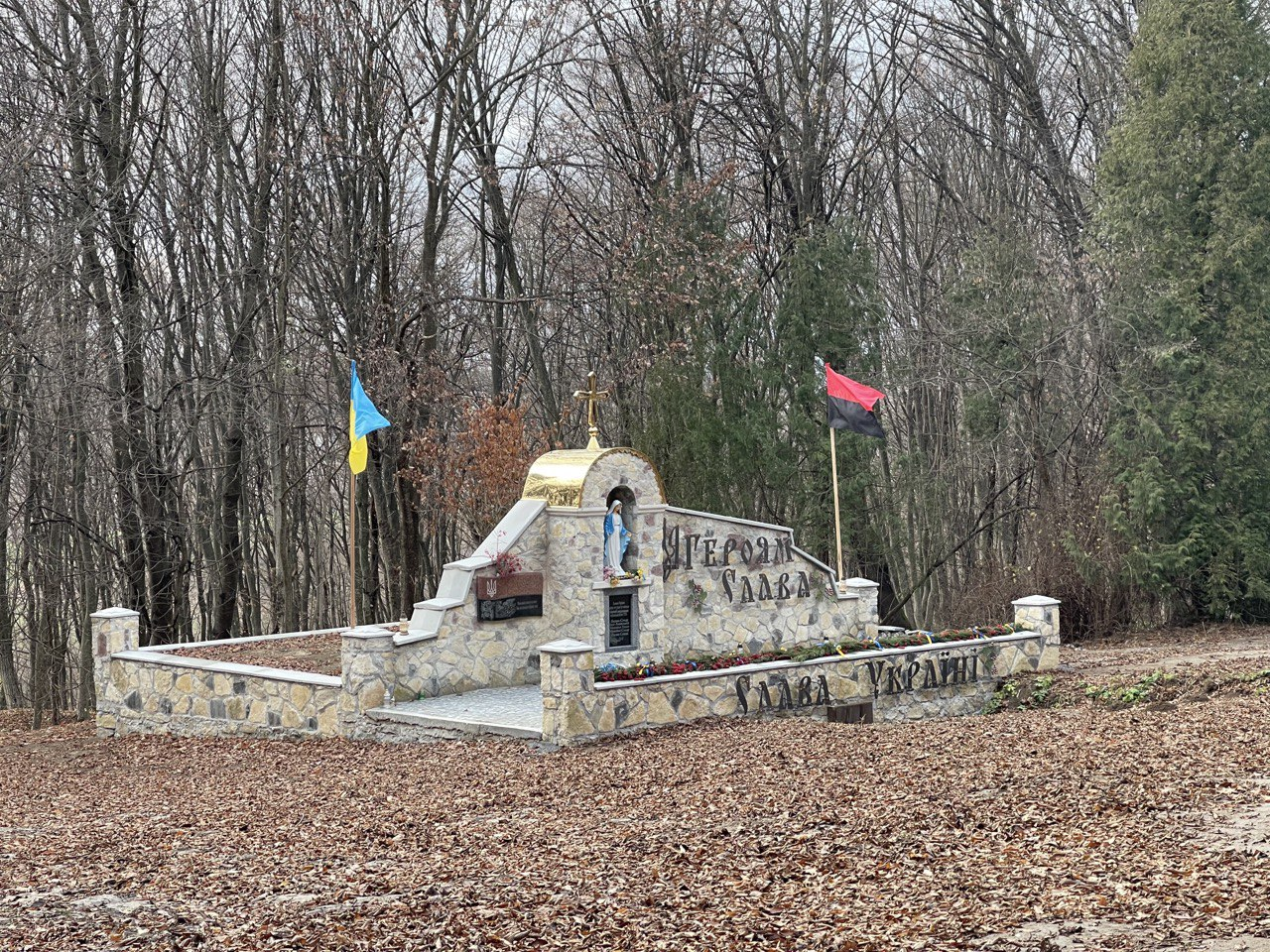
Меморіал в пам'ять про загиблих воїнів УПА відкрили 24 жовтня 2021 року

Меморіал в пам'ять про загиблих воїнів УПА розташований у лісі Старківка, що на горі Лисоня у кілометрі на північ від Хреста скорботи і слави Українським Січовим Стрільцям, та кілометрі на захід від села Шибалин.

## Опис
1990-х роках у Старківці насипали курган на вершині котрого поставили дубовий хрест, поряд збудували невеличку капличку. Щороку там відправлялися панахиди.
Теперішній меморіал відкрили 24 жовтня 2021 року.
Складається з стіни у вигляді гори на котрій є герб та напис «Героям Слава», стіна переходить в капличку із фігурою Матері Божої. Над нею хрест, а нижче неї таблиця з іменами загиблих героїв.
Герої УПА з села Шибалин, які 18 квітня 1947 року у своїй криївці лісу Старківка загинули за волю України.
- Василь Соляр
- Іван Львівський
- Михайло Ухман
- Михайло Соляр
- Йосип Совин

На місці кургану та дубового хреста тепер росте калина. Перед Матір'ю Божою є невеличка площадка, а потім ще одна стіна, яка іде у землю, ніби це одна із стін криївки й на стіні є умовні двері та надпис «Слава Україні».